# Ōno, Fukui
Ōno (japanska: 大野市?, Ōno-shi) är en stad i Fukui prefektur i Japan. Staden fick stadsrättigheter 1954.